# Bahnstrecke Weinheim–Worms
| |                                                                                         |                                            |                                            |
| Streckennummer (DB): | 3578 (Weinheim-Lampertheim) 3575 (Lampertheim–Abzw Landdamm) 3570 (Abzw Landdamm–Worms) |                                            |                                            |
| Kursbuchstrecke (DB): | zuletzt 315g                                                                            |                                            |                                            |
| Kursbuchstrecke: | 316b (1946) 316a, 316c (Worms Brücke – Worms 1946)                                      |                                            |                                            |
| Streckenlänge: | 30,9 km                                                                                 |                                            |                                            |
| Spurweite: | 1435 mm (Normalspur)                                                                    |                                            |                                            |
| |                                                                                         |                                            |                                            |
| \| \| \| von Fürth (Odenwald) \| \| \| \| \| von Frankfurt am Main \| \| \| \| 18,304 \| Weinheim (Bergstr) Hbf \| Weinheim (Bergstr) Hbf \| \| \| \| Oberrheinische Eisenbahn (Meterspur) \| \| \| \| 18,023 \| nach Heidelberg \| nach Heidelberg \| \| \| \| ehem. Oberrheinische Eisenbahn (Meterspur) \| \| \| \| 16,15 \| Bahnstrecke Frankfurt am Main–Heidelberg \| Bahnstrecke Frankfurt am Main–Heidelberg \| \| \| 15,9 \| Flederwisch \| Flederwisch \| \| \| 14,1 \| Bundesautobahn 5 \| Bundesautobahn 5 \| \| \| 14,0 \| Streckenende \| Streckenende \| \| \| 13,5 \| Muckensturm \| Muckensturm \| \| \| 13,0 \| Landesgrenze Baden-Württemberg / Hessen \| Landesgrenze Baden-Württemberg / Hessen \| \| \| \| Bundesautobahn 659 \| \| \| \| \| Oberrheinische Eisenbahn (Meterspur) \| \| \| \| \| Viernheim, Gro-Harlem-Brundtland-Straße \| \| \| \| \| Anschluss Spedition Pfenning Logistik \| \| \| \| \| Rangiergleis (abgebrochen) \| \| \| \| \| Anschluss Firma Rübelmann \| \| \| \| 10,4 \| Viernheim \| Viernheim \| \| \| \| Bundesautobahn 6 \| \| \| \| \| Bundesautobahn 6 \| \| \| \| 5,8 \| Poststraße \| Poststraße \| \| \| 2,9 \| Haide \| Haide \| \| \| \| Riedbahn \| \| \| \| \| von Mannheim \| \| \| \| 0,0 17,554 \| Lampertheim \| Lampertheim \| \| \| \| B 44 \| \| \| \| 20,800 \| Anschluss BASF \| Anschluss BASF \| \| \| 21,500 \| Anschluss BASF \| Anschluss BASF \| \| \| 21,800 \| Lache \| Lache \| \| \| 23,300 \| Anschluss Umspannwerk \| Anschluss Umspannwerk \| \| \| \| B 47 \| \| \| \| 24,400 \| Rosengarten (ab 1950) \| Rosengarten (ab 1950) \| \| \| \| von Biblis \| \| \| \| \| (Neutrassierung 1901) \| \| \| \| 26,700 \| Abzw Landdamm \| Abzw Landdamm \| \| \| \| Rosengarten (bis 1. Dez. 1901) \| \| \| \| \| Rheinbrücke Worms \| \| \| \| \| Worms-Rhein / Worms Brücke \| \| \| \| \| von Mainz \| \| \| \| \| Worms Hauptbahnhof \| \| \| \| \| nach Bingen \| \| \| \| \| nach Ludwigshafen \| \| \| Quellen: [1][2] \| \| \| \| |                                                                                         |                                            |                                            |
| Strecke |                                                                                         | von Fürth (Odenwald)                       | von Fürth (Odenwald)                       |
| Abzweig geradeaus und von rechts |                                                                                         | von Frankfurt am Main                      | von Frankfurt am Main                      |
| Bahnhof | 18,304                                                                                  | Weinheim (Bergstr) Hbf                     | Weinheim (Bergstr) Hbf                     |
| Kreuzung geradeaus unten |                                                                                         | Oberrheinische Eisenbahn (Meterspur)       | Oberrheinische Eisenbahn (Meterspur)       |
| Abzweig geradeaus und nach rechts | 18,023                                                                                  | nach Heidelberg                            | nach Heidelberg                            |
| Kreuzung geradeaus unten (Querstrecke außer Betrieb) |                                                                                         | ehem. Oberrheinische Eisenbahn (Meterspur) | ehem. Oberrheinische Eisenbahn (Meterspur) |
| Kreuzung geradeaus oben | 16,15                                                                                   | Bahnstrecke Frankfurt am Main–Heidelberg   | Bahnstrecke Frankfurt am Main–Heidelberg   |
| Brücke | 15,9                                                                                    | Flederwisch                                | Flederwisch                                |
| Strecke mit Straßenbrücke | 14,1                                                                                    | Bundesautobahn 5                           | Bundesautobahn 5                           |
| | 14,0                                                                                    | Streckenende                               | Streckenende                               |
| Haltepunkt / Haltestelle (Strecke außer Betrieb) | 13,5                                                                                    | Muckensturm                                | Muckensturm                                |
| Grenze (Strecke außer Betrieb) | 13,0                                                                                    | Landesgrenze Baden-Württemberg / Hessen    | Landesgrenze Baden-Württemberg / Hessen    |
| Brücke (Strecke außer Betrieb) |                                                                                         | Bundesautobahn 659                         | Bundesautobahn 659                         |
| Kreuzung geradeaus oben (Strecke geradeaus außer Betrieb) |                                                                                         | Oberrheinische Eisenbahn (Meterspur)       | Oberrheinische Eisenbahn (Meterspur)       |
| Brücke (Strecke außer Betrieb) |                                                                                         | Viernheim, Gro-Harlem-Brundtland-Straße    | Viernheim, Gro-Harlem-Brundtland-Straße    |
| Abzweig geradeaus und von rechts (Strecke außer Betrieb) |                                                                                         | Anschluss Spedition Pfenning Logistik      | Anschluss Spedition Pfenning Logistik      |
| Abzweig geradeaus und von rechts (Strecke außer Betrieb) |                                                                                         | Rangiergleis (abgebrochen)                 | Rangiergleis (abgebrochen)                 |
| Abzweig geradeaus und von rechts (Strecke außer Betrieb) |                                                                                         | Anschluss Firma Rübelmann                  | Anschluss Firma Rübelmann                  |
| Bahnhof (Strecke außer Betrieb) | 10,4                                                                                    | Viernheim                                  | Viernheim                                  |
| Strecke mit Straßenbrücke (Strecke außer Betrieb) |                                                                                         | Bundesautobahn 6                           | Bundesautobahn 6                           |
| Strecke mit Straßenbrücke (Strecke außer Betrieb) |                                                                                         | Bundesautobahn 6                           | Bundesautobahn 6                           |
| Haltepunkt / Haltestelle (Strecke außer Betrieb) | 5,8                                                                                     | Poststraße                                 | Poststraße                                 |
| Bahnhof (Strecke außer Betrieb) | 2,9                                                                                     | Haide                                      | Haide                                      |
| Kreuzung geradeaus oben (Strecke geradeaus außer Betrieb) |                                                                                         | Riedbahn                                   | Riedbahn                                   |
| Abzweig ehemals geradeaus und von rechts |                                                                                         | von Mannheim                               | von Mannheim                               |
| Bahnhof | 0,0 17,554                                                                              | Lampertheim                                | Lampertheim                                |
| Strecke mit Straßenbrücke |                                                                                         | B 44                                       | B 44                                       |
| Abzweig geradeaus und nach links | 20,800                                                                                  | Anschluss BASF                             | Anschluss BASF                             |
| Abzweig geradeaus und von links | 21,500                                                                                  | Anschluss BASF                             | Anschluss BASF                             |
| ehemaliger Bahnhof | 21,800                                                                                  | Lache                                      | Lache                                      |
| Abzweig ehemals geradeaus und nach rechts | 23,300                                                                                  | Anschluss Umspannwerk                      | Anschluss Umspannwerk                      |
| Bahnübergang (Strecke außer Betrieb) |                                                                                         | B 47                                       | B 47                                       |
| Haltepunkt / Haltestelle (Strecke außer Betrieb) | 24,400                                                                                  | Rosengarten (ab 1950)                      | Rosengarten (ab 1950)                      |
| Abzweig nach rechts · Abzweig geradeaus und nach halbrechts (Strecke außer Betrieb) |                                                                                         | von Biblis                                 | von Biblis                                 |
| Abzweig geradeaus und ehemals von halblinks · Abzweig geradeaus und von halbrechts (Strecke außer Betrieb) |                                                                                         | (Neutrassierung 1901)                      | (Neutrassierung 1901)                      |
| ehemalige Blockstelle · Strecke (außer Betrieb) | 26,700                                                                                  | Abzw Landdamm                              | Abzw Landdamm                              |
| Strecke · Kopfbahnhof Streckenende (Strecke außer Betrieb) |                                                                                         | Rosengarten (bis 1. Dez. 1901)             | Rosengarten (bis 1. Dez. 1901)             |
| Brücke über Wasserlauf |                                                                                         | Rheinbrücke Worms                          | Rheinbrücke Worms                          |
| ehemaliger Haltepunkt / Haltestelle |                                                                                         | Worms-Rhein / Worms Brücke                 | Worms-Rhein / Worms Brücke                 |
| Abzweig geradeaus und von rechts |                                                                                         | von Mainz                                  | von Mainz                                  |
| Bahnhof |                                                                                         | Worms Hauptbahnhof                         | Worms Hauptbahnhof                         |
| Abzweig geradeaus und nach rechts |                                                                                         | nach Bingen                                | nach Bingen                                |
| Strecke |                                                                                         | nach Ludwigshafen                          | nach Ludwigshafen                          |
| Quellen: |                                                                                         |                                            |                                            |

Die Bahnstrecke Weinheim–Worms (im Volksmund auch „Wormser Hex“ genannt) war eine Nebenbahn in Baden-Württemberg und Hessen. Sie verband Weinheim, Viernheim, Lampertheim und Worms. Heute sind nur noch wenige Teilstrecken erhalten.

## Geschichte
Weinheim wurde bereits am 1. August 1846 an die Bahnstrecke Frankfurt am Main–Heidelberg angeschlossen. Bei den Plänen zur Erschließung des vorderen Odenwalds mit der Eisenbahn, die in den 1860ern begannen, war ein Ziel, diesen auch an den  Rheinhafen Worms anzubinden. Die ursprünglichen Überlegungen sahen Bensheim oder Heppenheim als Ausgangspunkt einer in den Odenwald führenden Bahnstrecke vor. Deshalb ging am 27. Oktober 1869 die Nibelungenbahn in Betrieb, die Bensheim, am Rand des Odenwalds gelegen, mit Worms verband. Sie endete dort im Bahnhof Rosengarten, dem rechtsrheinischen Bahnhof von Worms. Dieser war bereits am 29. Mai 1869 für die Strecke nach Darmstadt in Betrieb gegangen. Eine Rheinbrücke für die Eisenbahn gab es in Worms damals noch nicht, aber ein Trajekt.
Im Jahr 1877 wurde die Strecke vom Bahnhof Rosengarten nach Lampertheim gebaut, das damit am 5. Oktober 1877 an die Eisenbahn angeschlossen wurde. Im Zuge des Weiterbaus der Riedbahn bekam Lampertheim im Jahr 1879 direkte Verbindungen nach Mannheim und Biblis.
Am anderen Ende der späteren Strecke nahm von Weinheim an der Bahnstrecke Frankfurt am Main–Heidelberg ausgehend 1895 die Weschnitztalbahn nach Fürth im Odenwald ihren Betrieb auf. Verlängert wurde sie 1901 durch die Überwaldbahn, die in Mörlenbach von der Weschnitztalbahn abzweigt und über Wald-Michelbach bis Wahlen führte.
Für die Anbindung an die  Wormser Eisenbahnbrücke wurde die Strecke im Jahr 1901 verlegt und der Bahnhof Rosengarten stillgelegt. Im Anschluss daran gab es eine jahrelange Diskussion um die Errichtung eines Haltepunktes an der Stelle, an der die Strecke die Straße Worms–Bürstadt, etwa 1,5 km östlich des ehemaligen Bahnhofs Rosengarten, kreuzte. Das scheiterte letztendlich daran, dass die Stadt Lampertheim einen seitens der Bahn verlangten Bauzuschuss von 4500 Mark zu zahlen nicht bereit war.
Um nun endlich Anschluss vom Odenwald nach Worms zu erhalten, wurde die Verbindungsstrecke von Weinheim über Viernheim bis Lampertheim gebaut. Dazu war ein Staatsvertrag zwischen dem Großherzogtum Hessen und dem Großherzogtum Baden erforderlich. Bauherrin war die Preußisch-Hessische Eisenbahngemeinschaft. Der neue Kreuzungsbahnhof Lampertheim wurde daraufhin 1904 mit Signalen ausgestattet, der Bahnhof Weinheim erhielt eine neue Signalanlage. Eröffnet wurde die Strecke am 1. August 1905. Die Strecke und die genannten Anschlüsse wurden ab dem 10. Februar 1914 „mit Eintritt der Dunkelheit“ durch neue „Doppellichtvorsignale“ gesichert, die dem heute noch gebräuchlichen Modell des Formsignals entsprachen.
Der Bedarf für die Verbindung war geringer als erwartet: Ein Großteil des Verkehrs orientierte sich eher in den badischen Ballungsraum Mannheim statt in Richtung des hessischen Worms. Insbesondere die Oberrheinische Eisenbahn-Gesellschaft (OEG), die von Weinheim Verbindungen nach Mannheim und nach Heidelberg betreibt (heute von der RNV übernommen), stellte eine starke Konkurrenz dar.
Als die Wormser Rheinbrücken am Kriegsende 1945 gesprengt worden waren, endeten die Züge provisorisch am Posten 30 beim Ort Rosengarten, wo 1950 der offizielle Haltepunkt „Rosengarten“ eingerichtet wurde. Auch nach dem Bau der Behelfsbrücke endeten bis 1953 einige Züge dort, weil die kombinierte Straßen- und Bahnbrücke eine zu geringe Kapazität aufwies.
Ab Herbst 1954 wurden die bisher mit Dampfloks bespannten Personenzüge durch Dieseltriebwagen der Baureihe VT 95 ersetzt.
Zum Beginn des Sommerfahrplans am 29. Mai 1960 wurden der Personenverkehr auf der Strecke und der Gesamtverkehr im Abschnitt Abzweigung Landdamm – Lache und Lampertheim – Viernheim komplett eingestellt. Als Ersatz wurde eine Busverbindung eingerichtet. Die Gleise wurden in der Folge weitgehend demontiert. Nördlich von Lampertheim blieb ein Teilstück als Anschlussgleis erhalten. Für die in Viernheim angesiedelten Unternehmen wurde bis 2002 Güterverkehr von Weinheim aus betrieben, dieser wurde dann im Rahmen von MORA C eingestellt.

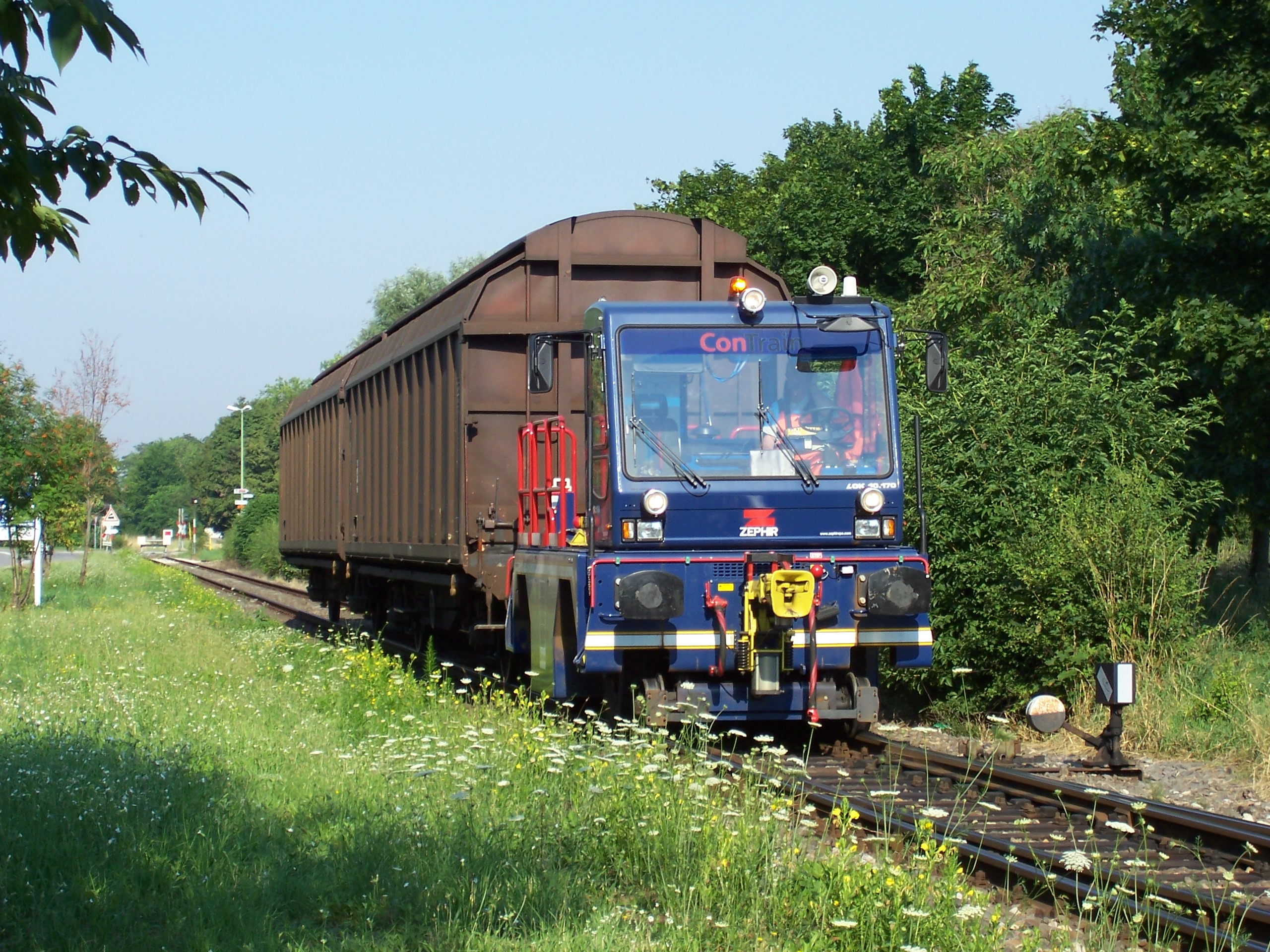
Zweiwegefahrzeug mit Güterzug in Viernheim, Juli 2005

Die Teilstrecke Weinheim–Viernheim wurde im Juni 2004 wieder instand gesetzt und ab dem 6. Juli 2004 wieder von der Spedition Pfenning Logistics genutzt, die dort für das Unternehmen Henkel ein Zentrallager unterhielt. Die Kosten der Instandsetzung der Strecke in Höhe von rund 360.000 € wurden zu 75 % vom Land Hessen und zu 25 % von der Stadt Viernheim übernommen. Dabei wurde die Strecke in Viernheim durch einen vorgezogenen Prellbock bis vor die Kreuzung mit der Wiesenstraße verkürzt und einige Weichen ausgebaut. Der Streckenrest wurde als Anschlussgleis betrieben. Der Betrieb erfolgte mit einem Zweiwegefahrzeug nach der Verordnung über den Bau und Betrieb von Anschlussbahnen (BOA), jedoch bestand vom 9. September 2004 bis 8. März 2005 eine Ausnahmegenehmigung für gelegentliche Reisezug-Sonderfahrten.
Die Firma Henkel stellte zum 31. Dezember 2010 die Zusammenarbeit mit der Spedition Pfenning in Viernheim ein. Damit endete der regelmäßige Schienenverkehr auf der Strecke, weil das Anschlussgleis sonst niemand nutzt. Die Strecke wurde zwischen der Wiesenstraße und dem Bahnhof Viernheim abgebaut. Das Land Hessen stellte zudem ab 2011 keine Mittel mehr für die Förderung des Schienengüterverkehrs bereit.
Im Zuge der Ausweisung des Baugebiets Allmendäcker hat die Stadt Weinheim 2016 beantragt, die Strecke vom Bahnbetrieb freizustellen. Dem Antrag wurde nicht stattgegeben.
Der Abschnitt zwischen dem Weinheimer Hauptbahnhof und der Kreuzung mit der Bundesautobahn A5 (km 14.0) dient seit dem Jahr 2023 als Anschlussgleis für ein Umspannwerk in Weinheim. Der Betreiber TransnetBW hat die Strecke dazu von der Deutschen Bahn gepachtet. Im Januar 2023 wurde der etwa drei Kilometer lange Abschnitt vom Bewuchs befreit, im Juni 2023 erfolgte dann die Instandsetzung des Oberbaus. Im Mai und Juni 2024 wurden mit drei Transporten verschiedene Großtransformatoren mit Tragschnabelwagen angeliefert, die zur Modernisierung des Umspannwerks benötigt wurden. Dieser Abschnitt soll für weitere Transporte auch zukünftig nutzbar bleiben.

## Infrastruktur

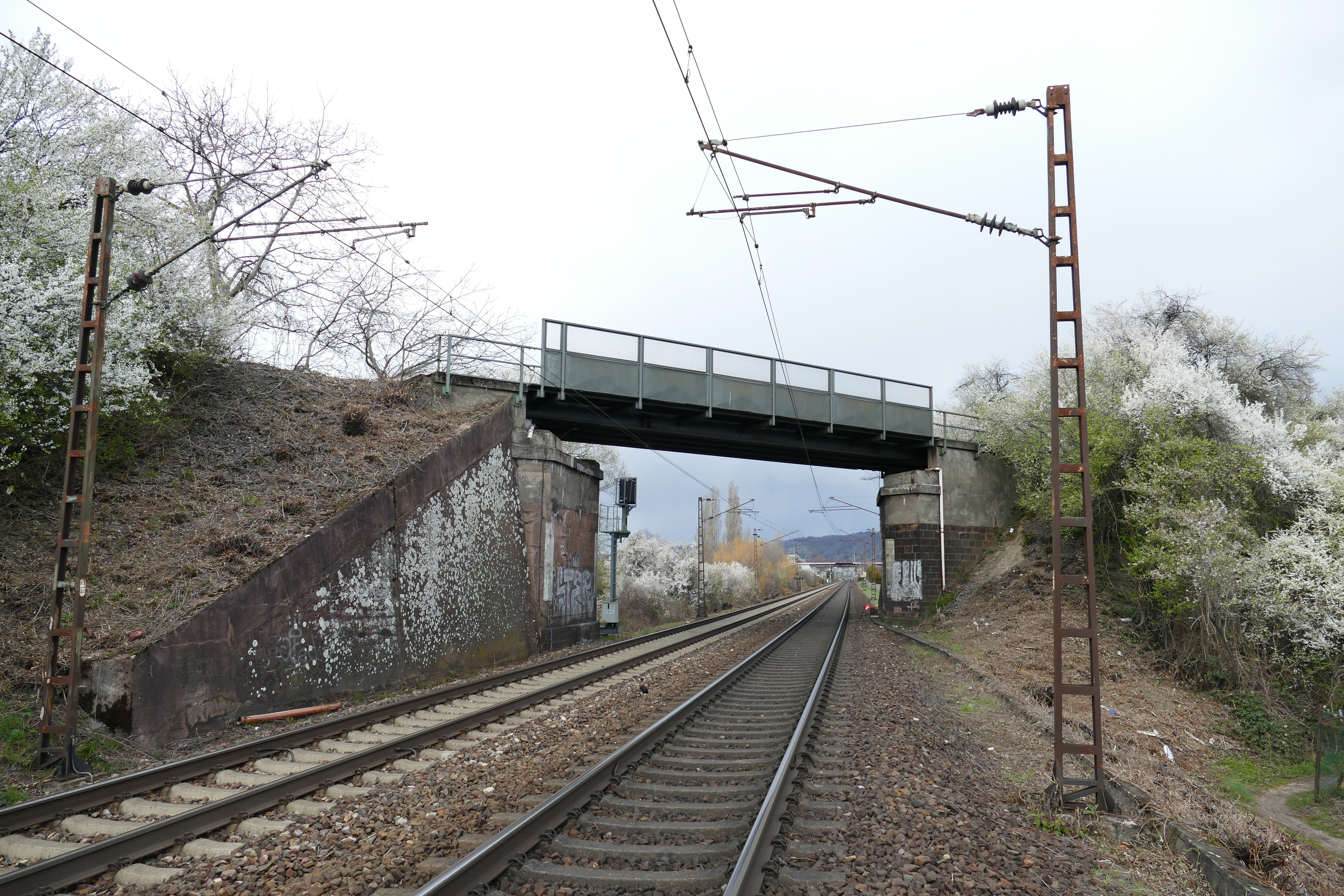
Brücke über die Main-Neckar-Bahn in Weinheim

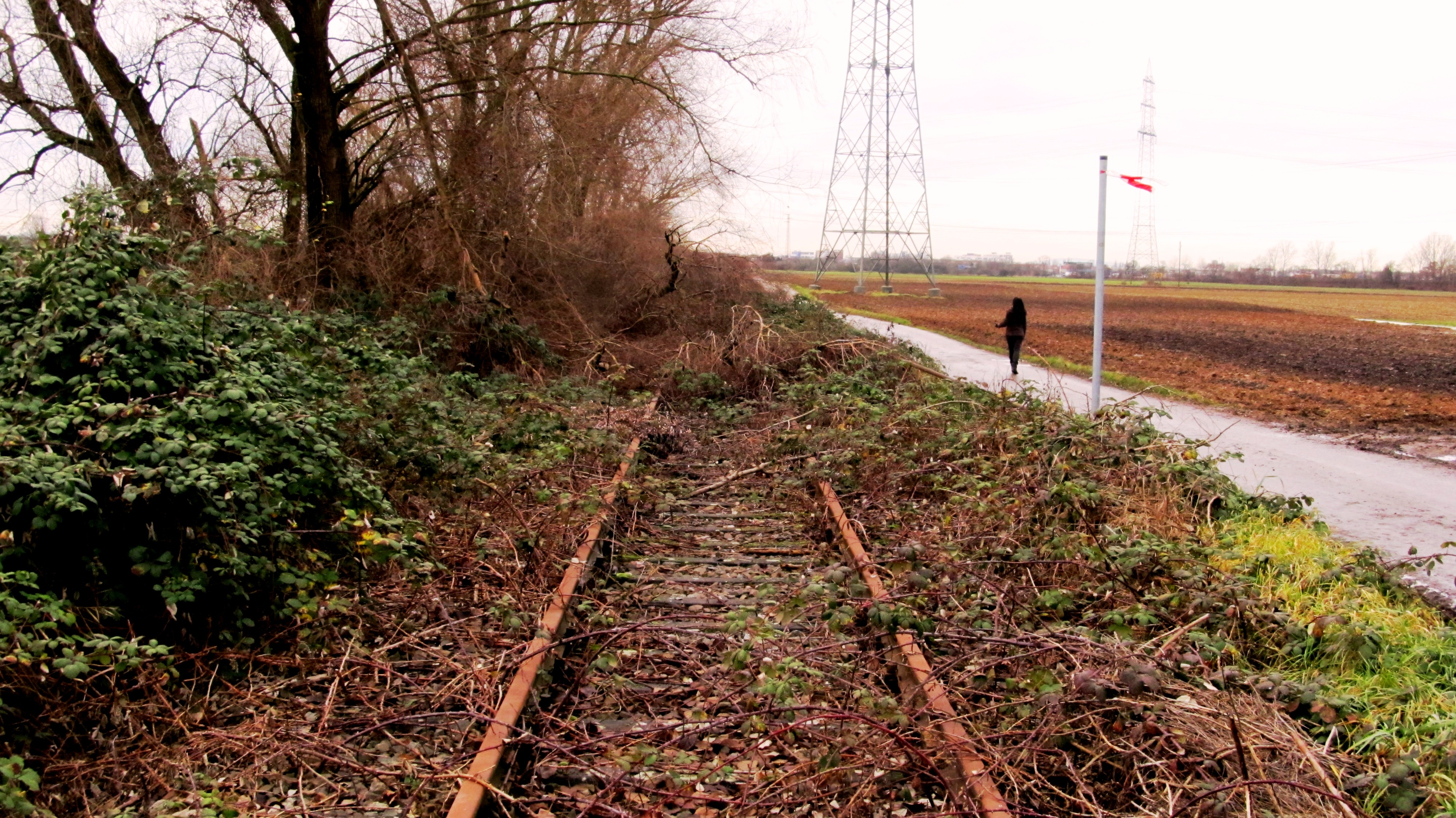
Stillgelegter Bahnabschnitt der „Wormser Hex“ bei Weinheim

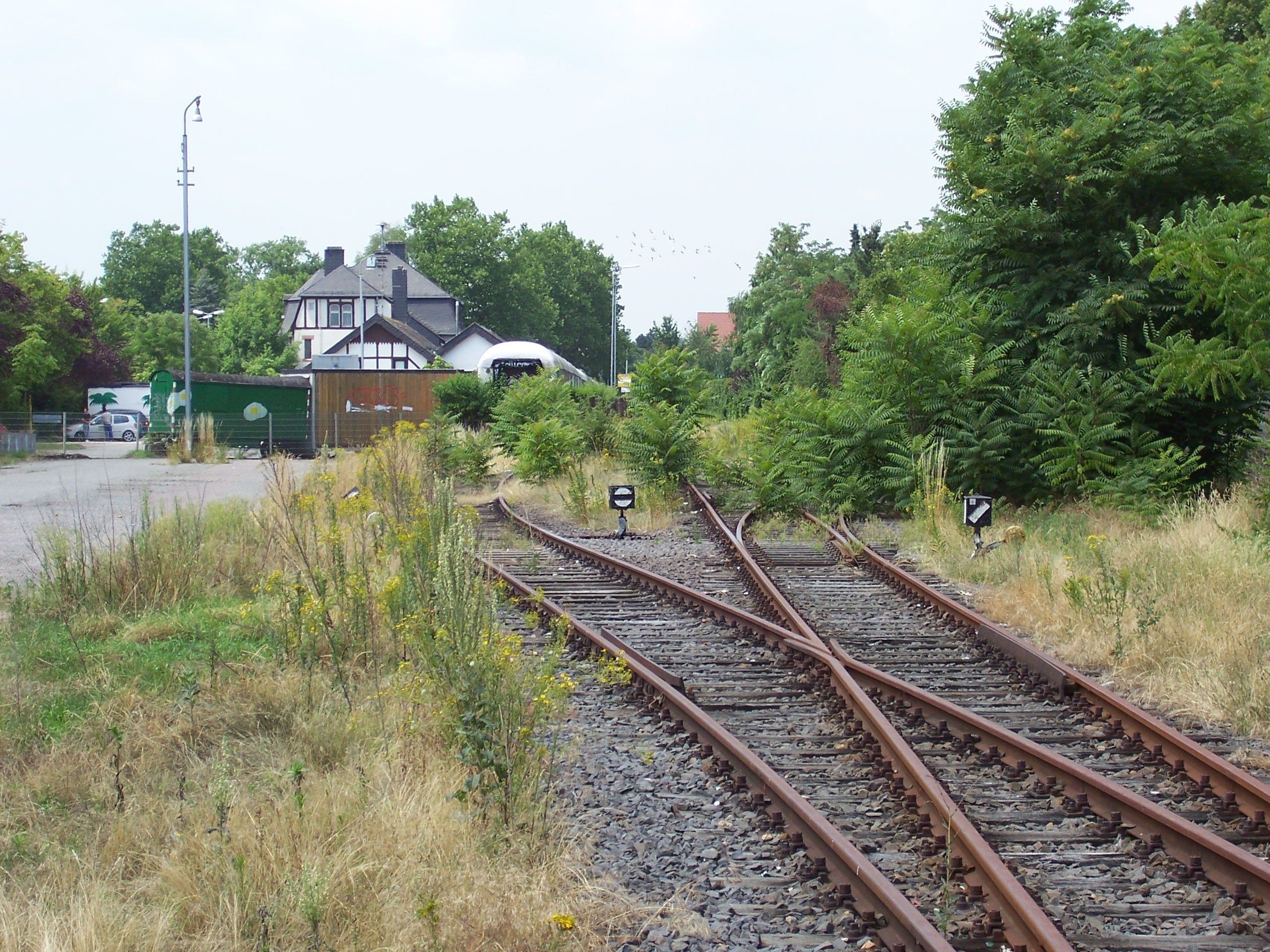
Unbenutzte Gleisanlagen im Viernheimer Bahnhof 2005

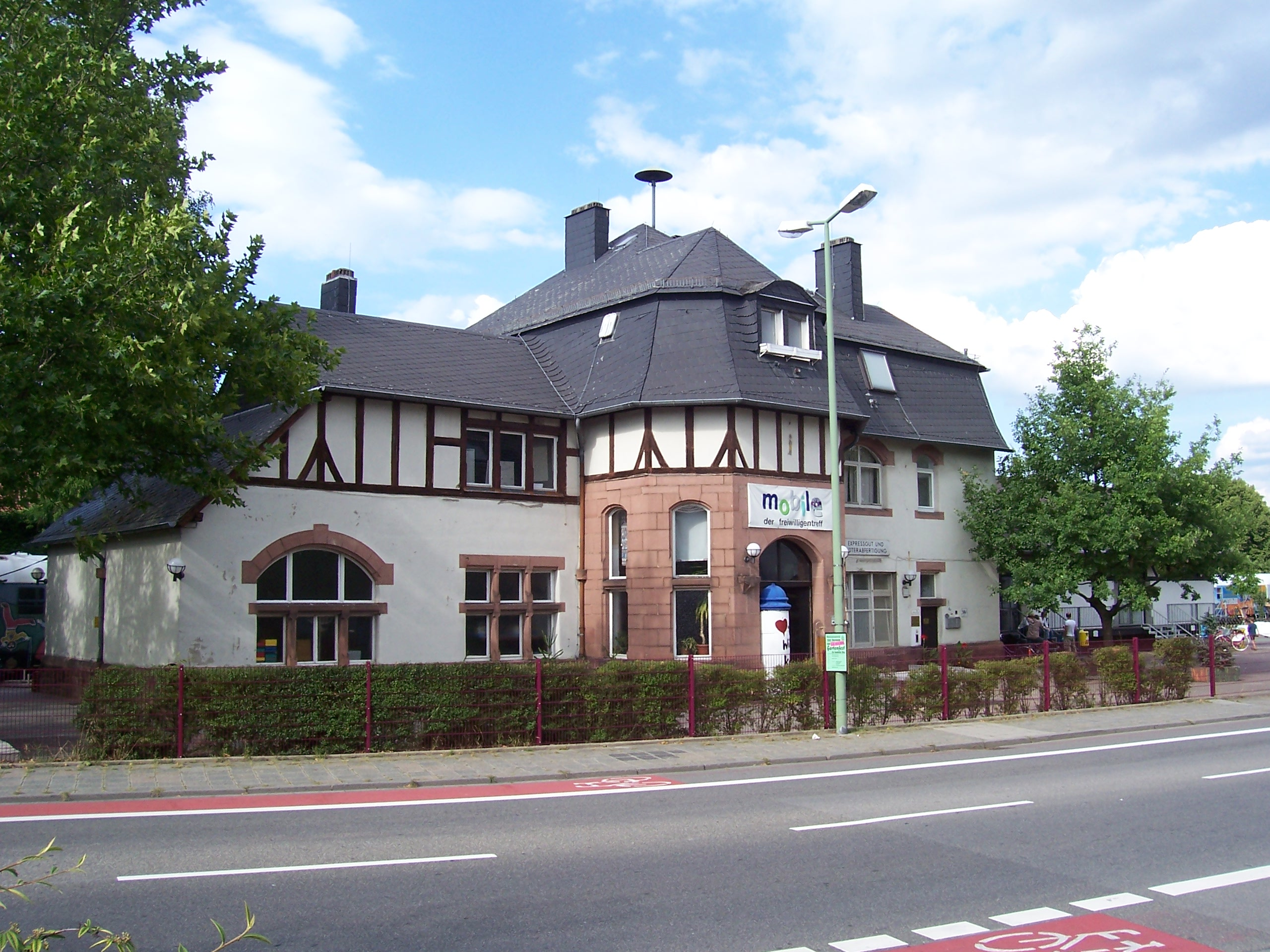
Ehemaliges Empfangsgebäude in Viernheim, heute „T.i.B.“

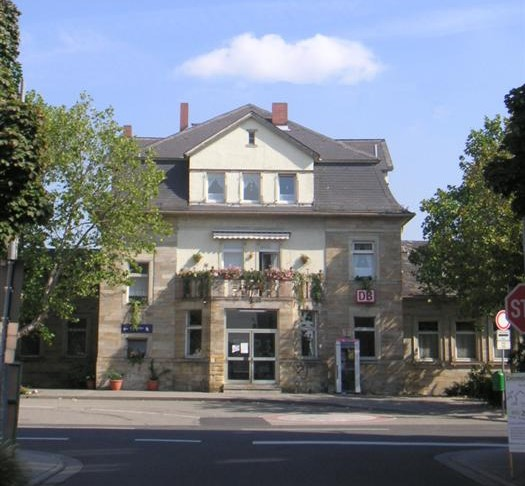
Bahnhofsgebäude in Lampertheim

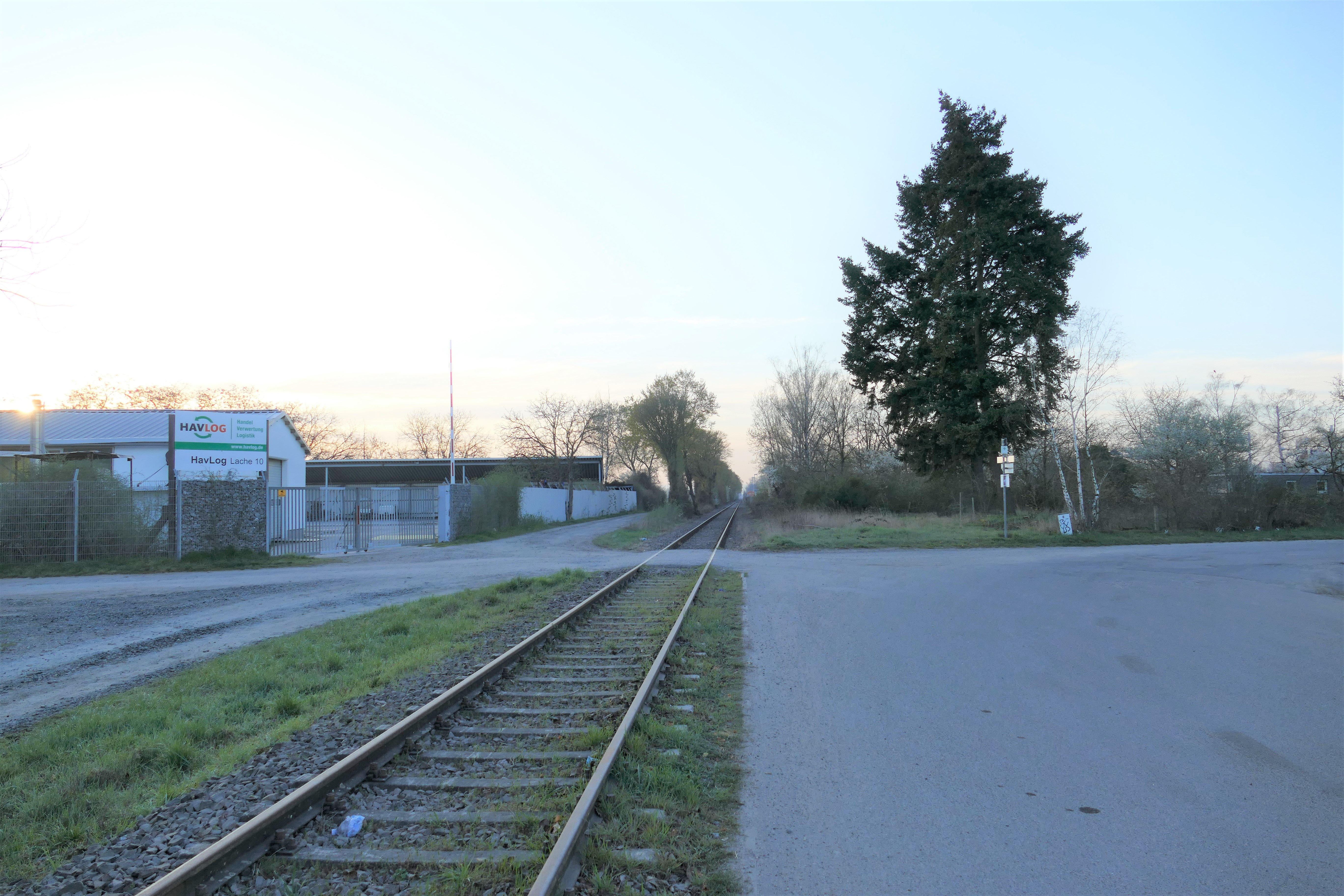
Ehemaliger Haltepunkt Lache

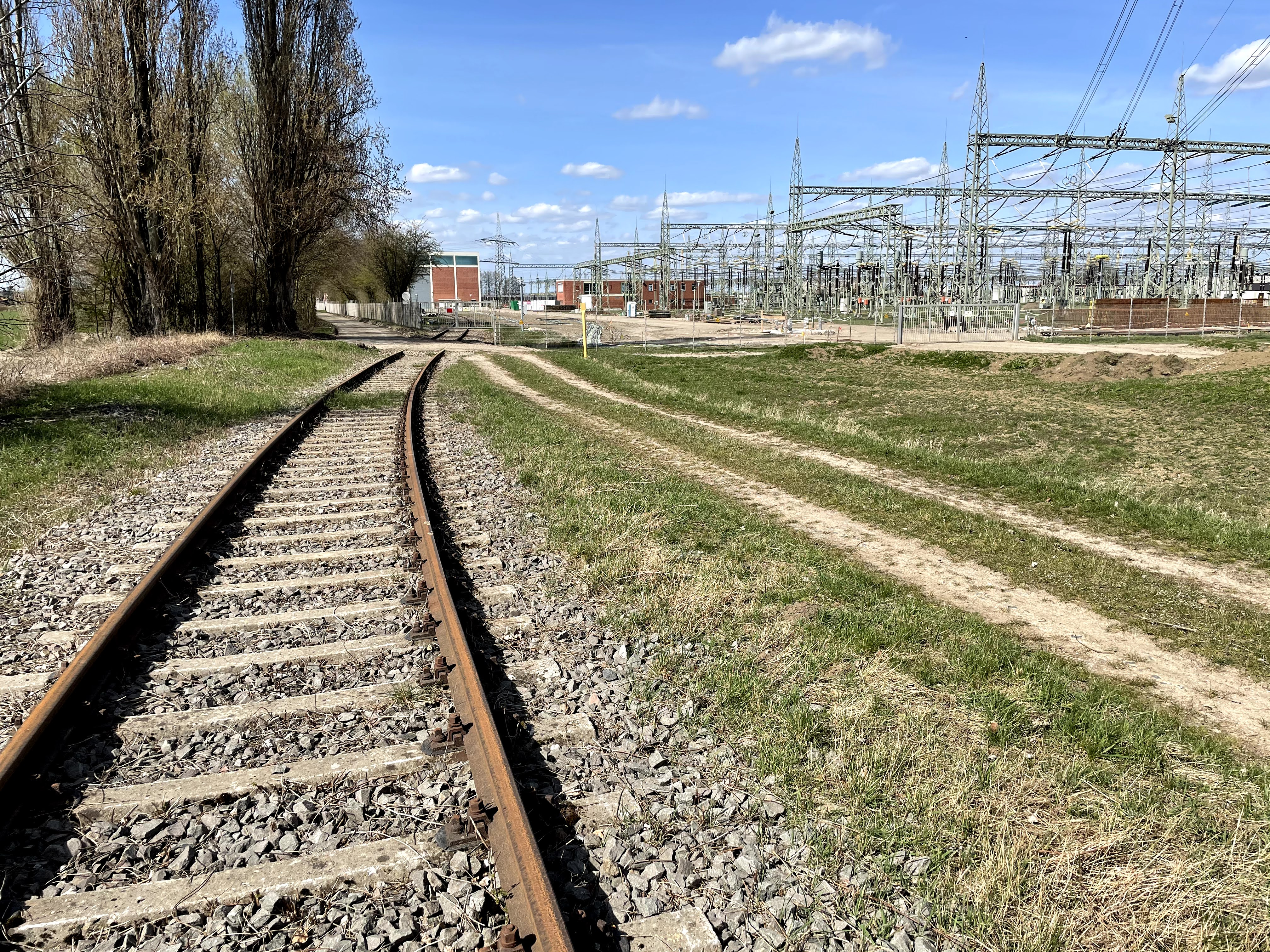
Ende des Anschlussgleises beim Umspannwerk

Die Kilometrierung der Strecke erfolgt für den Abschnitt Lampertheim–Worms in Fortführung der Zählung der Riedbahn, für den Streckenabschnitt Lampertheim–Weinheim ebenfalls ab Lampertheim, die hier mit Kilometer 0,0 angesetzt ist. Formal endete die Strecke in Richtung Worms am Abzweig von der Bahnstrecke Worms–Biblis; nach der Streckenverlegung war das der Abzweig Landdamm am Streckenkilometer 3,37 dieser Strecke.

### Weinheim
Im Bahnhof Weinheim (ab 1937 Weinheim (Bergstr), ab 2018 Weinheim (Bergstr) Hbf, Streckenkilometer 18,30) bestand Anschluss an die Züge der Bahnstrecke Frankfurt am Main–Heidelberg sowie an die Weschnitztalbahn nach Fürth bzw. Wahlen. Die Züge nach Worms fuhren meist von Gleis 8 ab, welches sich auf der Ostseite des Bahnhofs befand. Der dortige Bahnsteig und die damals genutzten Gleise sind heute abgebaut. Die Strecke verlässt den Bahnhof in südlicher Richtung auf der Ostseite, schwenkt dann in Richtung Westen und überquert die Bahnstrecke Frankfurt am Main–Heidelberg. Im weiteren Verlauf wird die Autobahn 5 unterquert.

### Muckensturm
Der Haltepunkt Muckensturm (Streckenkilometer 13,48) war unbesetzt, lag knapp auf badischem Gebiet (die Landesgrenze zu Hessen verläuft bei km 13,0) und wurde bereits einige Zeit vor Stilllegung der Strecke geschlossen. Er war zunächst nur für den Personenverkehr vorgesehen. 1909 konnten von hier aus auch Güter versandt, aber nicht empfangen werden. Im weiteren Verlauf überquert die Strecke die Bundesautobahn 659 und die OEG-Strecke Weinheim–Mannheim.

### Viernheim
Der Bahnhof Viernheim (Streckenkilometer 10,36), ursprünglich Viernheim Staatsbahnhof oder Viernheim (Reichsbahn) hat ein Empfangsgebäude, das heute unter Denkmalschutz steht. Zuerst war er nur ein Haltepunkt, bekam dann aber mehrere Gleise und Gleisanschlüsse zu mehreren Firmen. Im weiteren Verlauf wurde die Autobahn 6 zweimal unterquert.

### Poststraße
Der Haltepunkt Poststraße (Streckenkilometer 5,82) war unbesetzt und nur für „beschränkten Personenverkehr“, das heißt für Forst- und Holzarbeiter, zugelassen. Im Güterverkehr diente er ausschließlich der Holzverladung. Im Kursbuch von 1914 heißt es dazu: „Züge halten nur zum Ein- und Aussteigen der durch die Großh[herzogliche] Oberförsterei Lampertheim und Viernheim mit Fahrkarten versehenen Personen.“ Erst zum 6. September 1944 wurde der Haltepunkt für den öffentlichen Personenverkehr freigegeben.

### Haide
Der Haltepunkt Haide (Streckenkilometer 2,92) war ursprünglich ein unbesetzter Haltepunkt, wurde aber später zum Bahnhof ausgebaut. Heute befindet sich an der Stelle eine Waldgaststätte.

### Lampertheim
Der Bahnhof Lampertheim (Streckenkilometer 0,0 / 17,55) war der Kreuzungsbahnhof mit der Riedbahn. Die Strecke aus Weinheim kreuzte diese Strecke im südlichen Bahnhofsbereich auf einer Brücke und schwenkte nach Norden, so dass die Züge direkt am Empfangsgebäude (Bahnsteig 1) auf der Westseite hielten. Es bestand Anschluss an die Züge in Richtung Biblis und Mannheim. Die Strecke führte dann direkt weiter in nord-westlicher Richtung. Wegen des Baus einer Ortsumgehungsstraße wurde die Strecke später verlegt, sie folgt heute ein Stück der Riedbahn in Richtung Biblis und schwenkt nach der Überquerung der Ostumgehung in Richtung Rosengarten.

### Lache
Der frühere Bahnhof Lache (Streckenkilometer 21,79), der ursprünglich auch nur ein Haltepunkt war, kann im Güterverkehr heute noch angefahren werden. In der Nähe befindet sich der Anschluss zur BASF Lampertheim und zu einem Umspannwerk. Dort endet die Strecke heute und gilt ab Lampertheim als Anschlussgleis.

### Rosengarten
Der Haltepunkt Rosengarten (Streckenkilometer 24,39) wurde offiziell erst 1950 am Rande des gleichnamigen Orts an der Kreuzung mit der Bundesstraße 47 eingerichtet. Zuvor war dort der Posten 30, an dem nach der Sprengung der Rheinbrücken am Ende des 2. Weltkriegs die Züge nach Worms endeten. Im weiteren Verlauf stieg die Strecke auf einem Damm an und überquerte die Hofheimer Straße auf einer Brücke.

### Abzweig Landdamm
Am Abzweig Landdamm (Streckenkilometer 26,7) traf die Strecke auf die Bahnstrecke Worms–Biblis (Streckenkilometer 3,37) und endete formal dort.

### Eisenbahnbrücke Worms
Die Eisenbahnbrücke über den Rhein (Streckenkilometer 2,6) wurde im Jahr 1900 in Betrieb genommen. Sie wurde am Ende des Zweiten Weltkrieges zerstört, 1948 durch eine Behelfsbrücke ersetzt und 1960 komplett erneuert. Die Strecke überquert hier auch die Landesgrenze zwischen Hessen und Rheinland-Pfalz, die sich in der Flussmitte befindet.

### Worms Brücke
Der Haltepunkt Worms Brücke (Streckenkilometer 2,32) befand sich direkt auf der Westseite der Brücke und hieß zunächst Worms-Rhein. Er wurde am 14. Dezember 2014 stillgelegt und wird heute nicht mehr bedient.

### Worms Hauptbahnhof
Hier endeten die Züge aus Weinheim. Anschluss bestand an die Bahnstrecke Mainz–Ludwigshafen (Hessische Ludwigsbahn) sowie in Richtung Bingen, Grünstadt und Gundheim.

## Heutiger Zustand

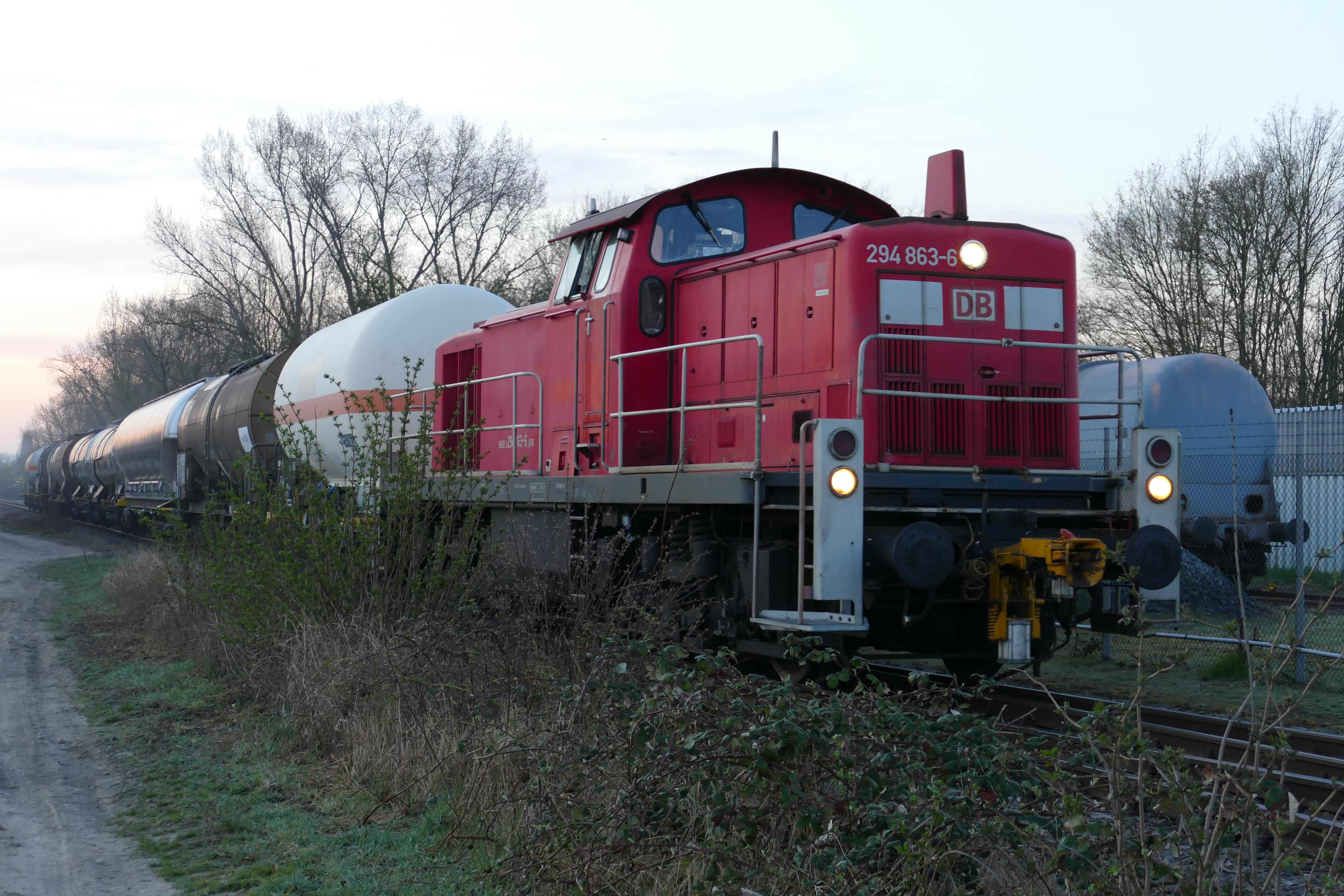
Bedienung des BASF-Anschlusses

Das Gleis zwischen Weinheim und Viernheim (Wiesenstraße) ist noch erhalten, aber nur als Anschlussgleis für ein Umspannwerk bis zur Autobahn 5 befahrbar. Ebenso sind die Anschlussgleise in Viernheim noch zu finden. Das Empfangsgebäude in Viernheim dient seit vielen Jahren als Vereinsheim und Begegnungszentrum (Treff im Bahnhof), dazu gehören auch acht Personenwagen, die auf einem Gleisrest neben dem Gebäude stehen. Die anderen Gleisanlagen im Bahnhof Viernheim und im weiteren Verlauf nach Lampertheim wurden demontiert. Der Streckenverlauf zwischen Autobahn 6 und Lampertheim liegt heute in einer breiten Schneise entlang einer Hochspannungsleitung und dient als Wander- und Radweg. In Lampertheim sind keine Reste der Strecke von Viernheim mehr zu finden; im früheren Verlauf findet sich heute die Europabrücke.
Die weitere Strecke von Lampertheim in Richtung Worms dient heute als Anschlussgleis für die BASF Lampertheim GmbH und ein Umspannwerk, auf dem wochentäglich Übergabezüge aus Mannheim verkehren. Das Werksgelände der BASF ist über zwei Anschlussweichen angebunden. Im weiteren Verlauf findet sich beim früheren Haltepunkt Lache noch ein Hektometerstein (21,7). Das Gleis endet heute direkt in einem Umspannwerk etwa beim früheren Streckenkilometer 23,3. Im weiteren Verlauf wurden die früheren Bahnanlagen komplett demontiert, es finden sich lediglich noch vier kleine Brücken bzw. Durchlässe. Der Damm hin zur Bahnstrecke Worms–Biblis mit der Brücke über die Hofheimer Straße wurde ebenfalls abgetragen. Beim Abzweig Landdamm ist der frühere Verlauf noch zu erkennen, außerdem erinnert ein Hektometerstein (26,7) an die Bahnstrecke nach Lampertheim.
Im Zuge der „Generalsanierung“ der Riedbahn im 2. Halbjahr 2024 wurden Reste der Gleise der Strecke im Bahnhof Lampertheim zurückgebaut.